# El Potrerito
El Potrerito, eller El Potrero, är en ort i Mexiko, tillhörande kommunen Coatepec Harinas i södra delen av delstaten Mexiko. Orten hade 615 invånare vid folkräkningen 2010.